# Падлани

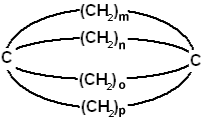
Структура падланів

[1.1.1.1]paddlane

Падлани (рос. паддланы, англ. paddlanes) — трициклічні насичені вуглеводні з двома головними містковими вуглецевими атомами, з‘єднаними чотирма містками, в систематичній номенклатурі — трицикло[m.n.o.p1,(m+2)]алкани, відносяться до [m.n.o.p]падланів (при р = 0 сполуки є пропеланами).